# Trigonometopus semibrunneus
Trigonometopus semibrunneus är en tvåvingeart som beskrevs av Malloch 1929. Trigonometopus semibrunneus ingår i släktet Trigonometopus och familjen lövflugor. Inga underarter finns listade i Catalogue of Life.